# Майдан-Вербецький
Майдан-Вербецький — село в Україні, у Летичівській селищній громаді Хмельницького району Хмельницької області. Населення становить 301 особа.

## Історія
7 (20) листопада 1917 року, відповідно до Третього Універсалу Української Центральної Ради, увійшло до складу Української Народної Республіки.
31 жовтня 1921 р. під час Листопадового рейду через Майдан-Вербецький проходила Подільська група (командувач Михайло Палій-Сидорянський) Армії Української Народної Республіки. Тут група зупинилася на 4-годинний перепочинок.
Колишній орган місцевого самоуправління — Майдан-Вербецька сільська рада.
12 червня 2020 року, відповідно до розпорядження Кабінету Міністрів України № 727-р «Про визначення адміністративних центрів та затвердження територій територіальних громад Хмельницької області», увійшло до складу Летичівської селищної територіальної громади.
19 липня 2020 року, в результаті адміністративно-територіальної реформи та ліквідації Летичівського району, село увійшло до складу новоутвореного Хмельницького району.

## Населення

### Мова
Розподіл населення за рідною мовою за даними перепису 2001 року:
| Мова       | Відсоток |
| ---------- | -------- |
| українська | 99 %     |
| російська  | 1 %      |

## Відомі люди
- Стрельбицький Михайло Петрович (1949—2018) — український поет, критик, літературознавець.

## Галерея

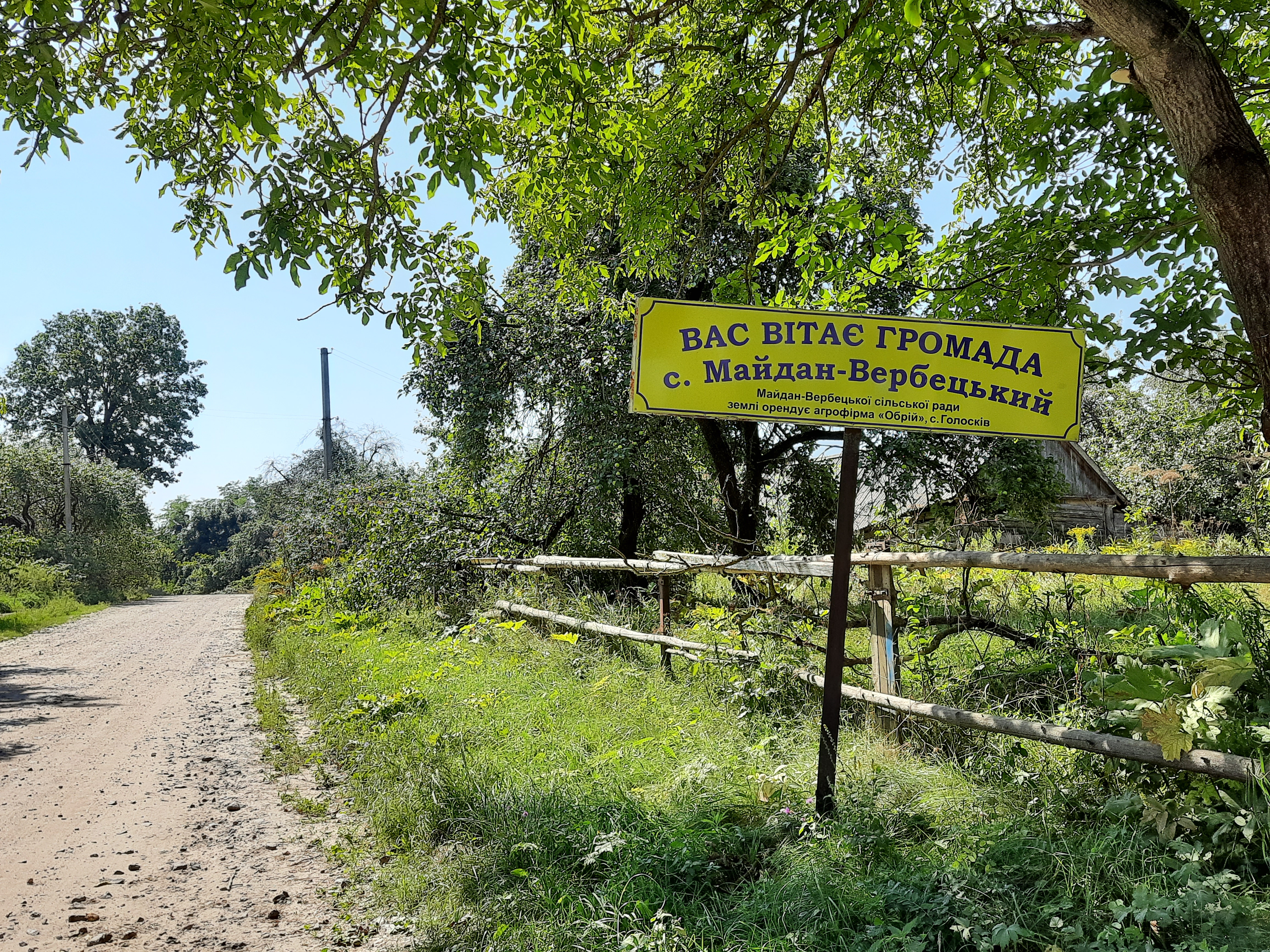
Дорожній знак при в'їзді в село
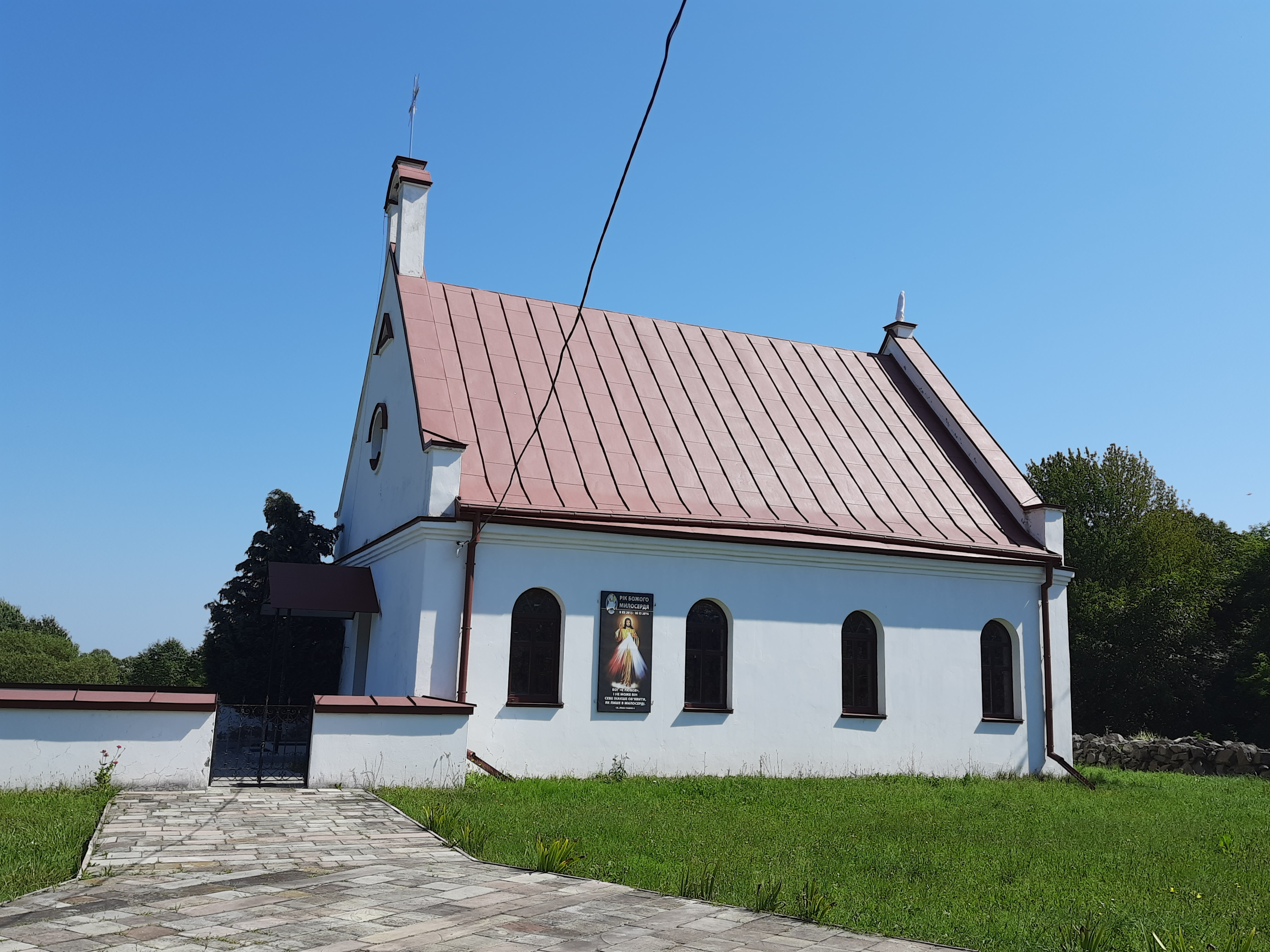
Костел